# 鈴木成津子
鈴木 成津子（すずき せつこ、1986年7月26日 - ）は茨城県出身の元バスケットボール選手である。ポジションはガード。

## 人物
桜花学園高校卒業後の2005年、アイシン・エィ・ダブリュに入社。
1年目より先発に定着し、Wリーグ昇格に貢献。2010年は主将を務めた。2011年引退。

## 経歴
- 桜花学園高校 - アイシン・エィ・ダブリュ（2005年〜2011年）